# قلعة سانت كاترين
قلعة سانت كاترين (بالكورنية: Kastel S. Kattrin)‏ هي قلعة في كورنوال، في إنجلترا، بناها توماس تريفري بين عامي 1538 و1540، بعد مخاوف من غزو إنجلترا من قبل فرنسا والإمبراطورية الرومانية المقدسة.
كان التحصين الحجري مجهز بخمسة منافذ للمدافع، يطل على مصب نهر فاوي في كورنوال. وكان محميًا بجدار ستاري ومتاريس ترابية. ظلت القلعة قيد الاستخدام لسنوات عديدة حتى أُغلقت في نهاية الحروب النابليونية عام 1815. أعيدت الخدمة في عام 1855 خلال حرب القرم، وزُودت بموقعين جديدين للمدفعية ، لكنها سرعان ما أصبحت قديمة وتُركت. وخلال الحرب العالمية الثانية، أُعيد تحصين القلعة واستخدامها كقاعدة لمجموعة من المدافع البحرية، لحماية الساحل من خطر الهجوم الألماني. في نهاية الحرب، أعيدت القلعة إلى حالتها السابقة وتديرها الآن شركة التراث الإنجليزي كمنطقة جذب سياحي.

## الاستخدام اللاحق

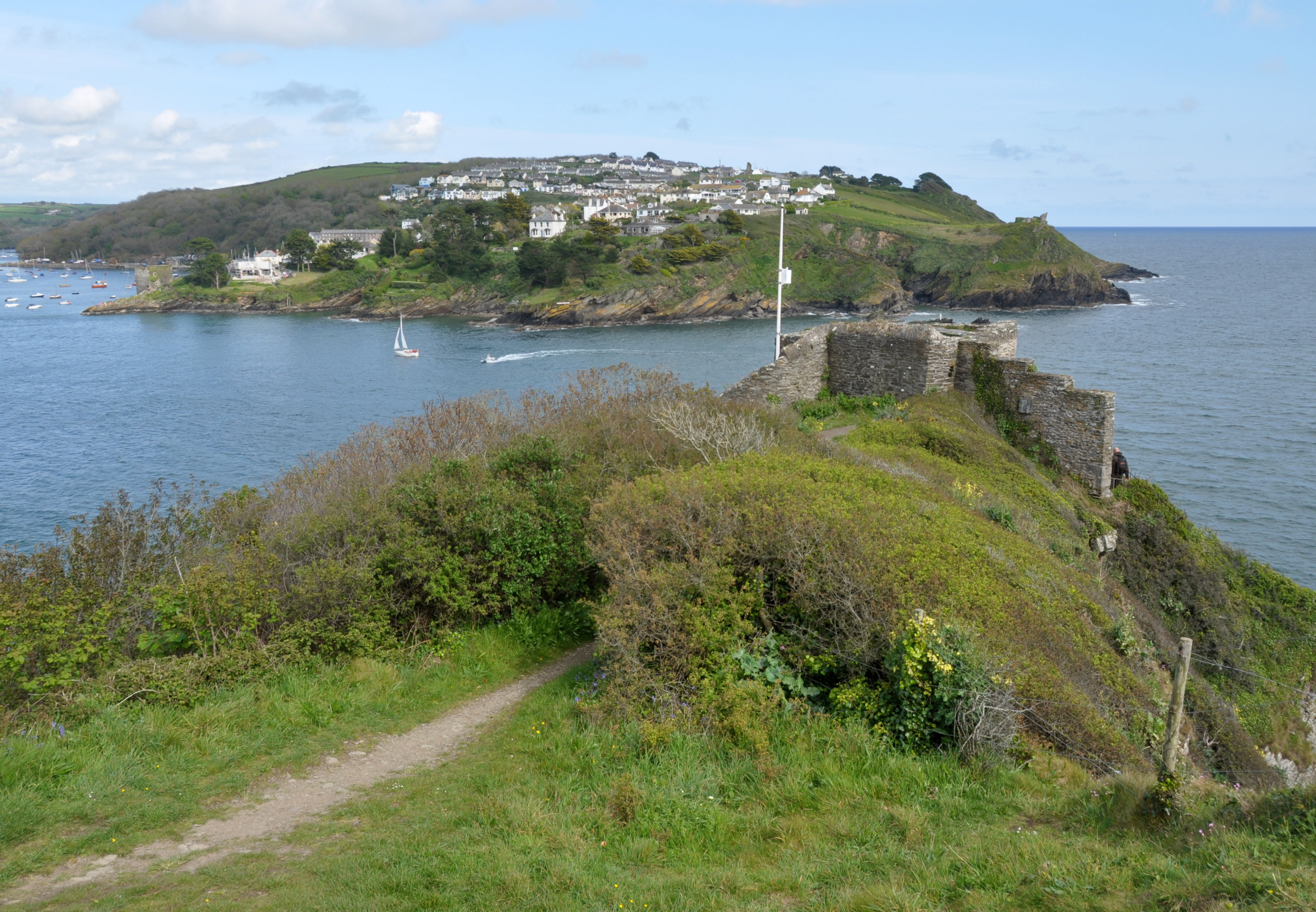
منظر خارجي للقلعة

ظلت قلعة سانت كاترين قيد الاستخدام لسنوات عديدة. خلال الحرب الأهلية الإنجليزية في أربعينيات القرن السادس عشر، كانت معقل للمؤيدون للملك تشارلز الأول ضد البرلمان. زار الأثري فرانسيس جروس القلعة في عام 1786. وأشاد بموقعها "الخلاب والرومانسي" لكنه خلص إلى أن المبنى نفسه "ليس له أهمية كبيرة، سواء بالنسبة للعصور القديمة أو في الهندسة المعمارية". في ذلك الوقت كانت القلعة مجهزة بستة مدافع واستمر استخدامها كبطارية مدفعية حتى نهاية الحروب النابليونية في عام 1815.

## المعمارية

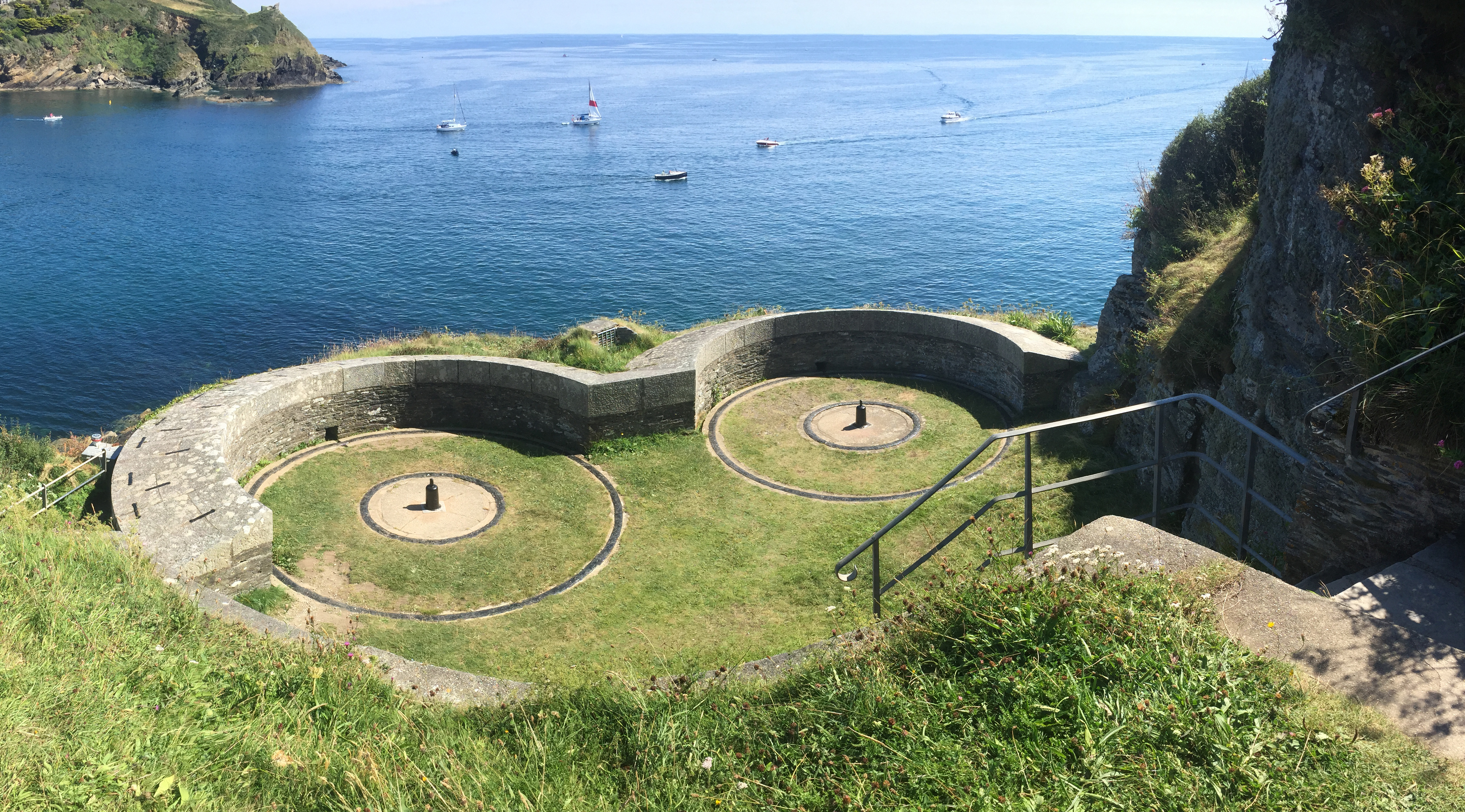
منصات مدافع من القرن التاسع عشر

الجزء الذي يعود إلى القرن السادس عشر عبارة عن مبنى مكون من طابقين، مع جدران من الأردواز يصل ارتفاعها إلى 1.35 متر (4 قدم 5 بوصة) على منصة صخرية منحوتة. كان الطابق الأرضي يحتوي في الأصل على ثلاثة منافذ مدفع نصف دائرية تطل على البحر ومصب النهر، على الرغم من إغلاق أحدها لاحقاً. وفي الطابق الثاني كان هناك منفذان آخران للمدافع ونوافذ أصغر كان من الممكن استخدامها لأسلحة بارود الصغيرة كالبنادق. وكان المبنى يحتوي على مدفأة ومدخنة، مع حجرة حراسة صغيرة عند المدخل.